# Retablo mayor del Convento de Santa Isabel (Valladolid)
El retablo mayor del Convento de Santa Isabel es una obra realizada entre 1613 y 1614 por Francisco Velázquez, Cristóbal Velázquez, Melchor de Beya y Juan Imberto, siendo modificada en 1621 por Gregorio Fernández. Está ubicado en la iglesia del Convento de Santa Isabel de Valladolid (Castilla y León, España).

## Historia

### Atribución
Gregorio Fernández fue mencionado erróneamente como posible autor de la obra en su totalidad por Pedro Muñoz Peña en el libro El Renacimiento en Valladolid (1885): «Quizás sea también suyo, aunque no lo hemos visto atribuido, el que tienen en su iglesia las monjas de Santa Isabel». Por su parte, Juan Agapito y Revilla redujo la autoría de Fernández a una mera intervención, adjudicando la paternidad de las tallas equivocadamente a Manuel del Rincón: «En este retablo de Santa Isabel, algo se ve en definitiva de Fernández, quizás los rasguños, los dibujos de las tallas, —que acaso labrase Manuel de Rincón, pues ya Francisco había fallecido y era superior a su hijo seguramente—, bajo cierta dirección o inspección de Gregorio Fernández».: 244  Finalmente María del Pilar López Barrientos hizo públicos en 1941 los contratos de obra que permitieron atribuir la pieza correctamente a Fernández, Francisco Velázquez y Juan Imberto, si bien en la misma también participaron Cristóbal Velázquez y Melchor de Beya.

### Elaboración

#### Retablo

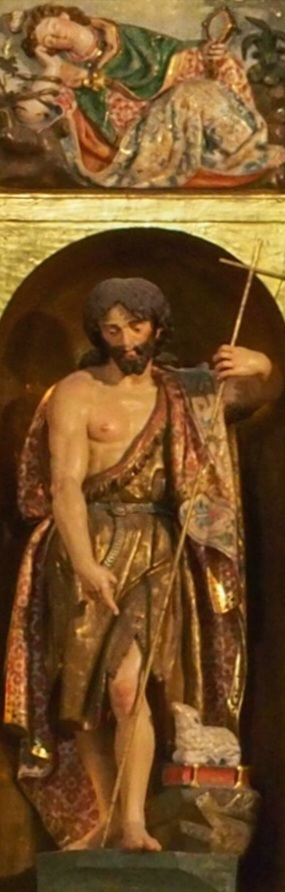
Talla de San Juan Bautista y relieve de Prudencia.

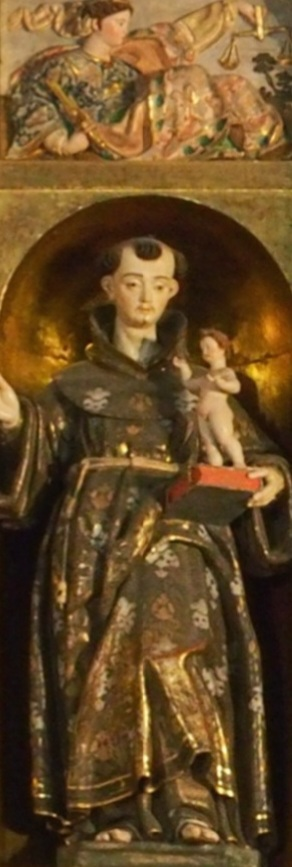
Talla de San Antonio y relieve de Justicia.

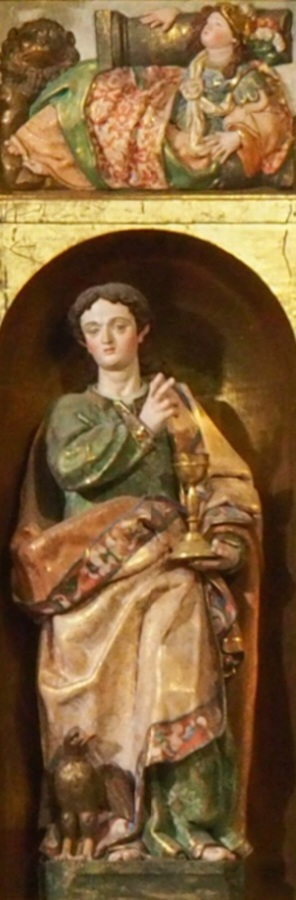
Talla de San Juan Evangelista y relieve de Fortaleza.

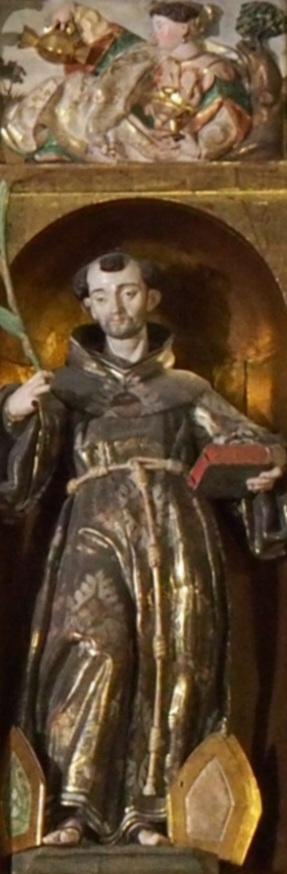
Talla de San Bernardino y relieve de Templanza.

Con motivo de la expansión de las premisas de la Contrarreforma, el 21 de junio de 1613 la abadesa Ana de Miranda firmó con Francisco Velázquez el contrato para la hechura del retablo, aunque agobiado a causa de otros encargos el 5 de noviembre el entallador delegaría parte de la obra en Melchor de Beya, quien realizó la traza junto con Velázquez y se ocupó de «la terzia p.te del dho. retablo de emsanvlaje y capiteles de tallar y aparejar las tres ystorias y poner madera p.a ellas que esta terzerra p.te a de ser el segundo cuerpo del rretablo».: 265  En la escritura de concierto consta como fiador Cristóbal Velázquez, padre de Francisco, y se indica que la traza quedaba en poder de la abadesa:

Escritura de concierto entre el monasterio de santa Ysabel y en Francisco de Belazquez ensamblador principal y Cristobal de Belazquez su padre fiador. En el monasterio de santa Ysabel desta ciudad de Valladolid a veinte y un dia del mes de junio de mill seiscientos trece años ante mi el escrivano publico y testigos en las gradas y locutorio del dicho monasterio parescieron de la una parte Francisco Velazquez ensamblador vezino de dicha ciudad como principal obligado al cumplimiento desta escritura y xptobal velazquez su padre del mismo oficio y también vezino della como su fiador [...] y de la otra parescieron la abadesa y relixiosas del dicho monasterio [...] ≡ e dijeron que se concertaran y concertaron a que el dicho monasterio aya de dar como desde luego da el dicho Francisco velázquez [...] la fábrica, labor y edificio de retablo rexa e pulpito que se a de hazer en el altar mayor [...] para hacer labrar y fabricar todo a su costa de los dichos maestros en el tiempo y en la manera contenidos en una traza que queda en poder de la dicha señora abadesa firmada de mi el presente escrivano [...] y conforme las dchas. condiciones y en el tiempo y en la manera en ellos y en la dicha traça contenidos se obligaron el dicho francisco velazquez de hacer fabricar y acavar la dicha obra en toda perfeción [...] siendo testigos thomas de rastro y melchor ramirez y sebastián gomez estantes en dicho monasterio y lo firmaron los otorgantes todos los quales yo el escrivano doy fe conozco a su firma [...] velazquez por que dixo no save [...].
Pasó ante mi. Thomás López.: 251–252 

Compuesto el contrato por un total de diecisiete cláusulas, en la primera se acuerda la ejecución de la traza «firmada de la señora Abadesa y del maestro que se encarga de hacer el dcho. Retablo», constando en la segunda que la madera tanto del retablo como de las imágenes «ha de ser de soria o de quellar seca y limpia de nudos blanca cortada en buena luna». La tercera cláusula especifica las dimensiones, figurando que «a de tener de ancho [...] de bibo a bibo de coluna por la parte de fuera treinta pies, y de alto treinta y ocho desde la mesa del altar hasta tapar en la bobeda de la capilla el frontispicio», mientras que en la cuarta queda plasmada la fabricación de «un pedestal a su costa de yeso y ladrillo Rebajado como lo muestra la traza el cual a de tener el alto de la mesa del altar», figurando en la quinta cláusula que «sobre este pedestal de yeso asentaran el pedestal del Retablo de orden corintio como muestra la traza muy bien ensamblado fortalecido con colas y barrotes donde les hubiere menester, y ansi mesmo se harán en este pedestal diez figuras de medio reliebe del tamaño que pudieren tener conforme los campos, las dos figuras se harán en los dos recuadros de junto a la custodia, y en los seis billotes de las columnas en cada una figura y en los dos campos debajo de los nichos en cada una figura que bienen a ser las diez figuras susodichas, las quales an de ser de los sanctos que su merd. de la señora Abadesa señalare y los dos campos del pedestal debajo las lizterías en el una la adoración de los Reyes y en el otro el nacimiento de medio Reliebe». En la sexta cláusula se especifica que tanto una custodia de plata como una talla del Ecce Homo presentes en la traza no se tenían que elaborar debido a que «los da el dcho. combento», aunque sí se indica la fabricación del segundo pedestal «que biene detrás de la custodia en que se asienta el eçehomo con dos ángeles con insignias de la pasión como lo muestra la traza», figurando en la séptima cláusula que sobre el pedestal «se asentaran seis columas de la horden corintia de nueve pies de alto con su basa y capitel y esta columas y todo lo demás del dicho Retablo an de ser estriadas derechas y Robadas el un tercio por la parte de atrás arrimadas al muro y guecas porque no yendan». En la octava clásula se plasma que el primer cuerpo debía ajustarse al diseño y que en «los dos nichos se haran dos figuras Redondas la una de S. Joan Bautista y la otra de S. Joan Evangelista estas figuras an de tener a cinco pies y medio de alto y en los dos espacios colaterales, a la caxa principal se haran dos Historias, la una de la visitación de sancta Isabel con sant Joseph y la otra la salutación del Angel estas figuras an de ser de cinco pies y medio de alto y de mas de medio Reliebe». La novena cláusula señala que la imaginería del retablo «a de ser bien mobida con mucho arte», figurando en la décima que «el segundo cuerpo deste Retablo a de ser de la orden compuesta con seis columas con las condiciones dchas y en todo lo demás de caxas nichos se exe cutara conforme a la traza enssamblándolo y fortaleciéndolo muy bien como combiene y declarase que estas columas an de tener nueve pies de alto cada una».: 249–250 
En lo que respecta a las demás cláusulas, en la undécima consta que «en el tablero principal deste segundo cuerpo se hara una figura de sancta Ysabel de seis pies de alto y de más de medio Reliebe y a de tener una corona ençima de un libro, y dos angeles con una corona cada uno, y Dios Padre arriba, y en los tableros colaterales a este se haran dos historias las figuras de cinco pies y tres quartos y de más de medio Reliebe, la una historia destas será la Resurreción cuando apareció a una señora con dos angeles que llevan las bestiduras, y la otra la asunción, y en los nichos colaterales a estas historias se harán dos figuras Redondas de cinco pies y tres quartos de alto la una figura desta a de ser de miguel angel y la otra del angel de la guarda, y en los Recuadros de encima de los nichos se an de hacer las cuatro virtudes de medio Reliebe». En la duodécima cláusula figura que el ático debía llevar «pilastras y capiteladas caxa en arco y arbotantes y Remates y en todo lo demás», quedando constancia de que «el frontispicio a de pasar la cornisa entera aunque se baje más el arco», mientras que en la decimotercera se indica que «las quatro figuras que muestra la traza en el Remate fuera de la caxa se an de hacer de seis pies de alto Redondas y an de ser santos de la orden con sus insignias estos y todas las demás figuras que lleva el Retablo y estos quatro santos de la orden an de ser los siguientes S. Luis Rei de francia, S. Antonio, S. Bernardino, S. Buenabentura», señalándose que las imágenes de Cristo crucificado, la Dolorosa y San Juan que presiden el ático no se tenían que hacer puesto que «están hechas», aunque se hace constar que su instalación quedaba «a su costa [...] y todos los demás que le dieren hechas y a de hacer la cruz para el xpo si la que tiene no pudiere servir». En la decimocuarta cláusula figura que el retablo debía tallarse siguiendo fielmente la traza y que, en caso de verse alterado el diseño, si esto aumentaba el valor de la obra no se debía pagar más de lo acordado al artista, mientras que si la variación perjudicaba la pieza, era imperativo reducir el precio final  por lo que hubiese quedado sin hacer. La decimoquinta cláusula pone de manifiesto que el primer cuerpo del retablo se debía «dar asentado y acabado en toda escultura ensamblaje y talla [...] para el día de santa Ysabel que biene deste presente año de mill seiscientos y trece», mientras que en la decimosexta se especifica que se «a de dar acabada y asentadas en la capilla mayor y puesta en toda perfeción todas las obras a contento y satisfación de dos maestros peritos en el arte nombrados por cada una de las partes el suyo para ocho días del mes de mayo de mill y seiscientos catorce y no le acabando para el dcho dia le an de quitar cien ducados del precio que fuere concertada la dcha obra». Por último, en la decimoséptima clásula se hace constar la elaboración de «una rreja de madera de pino que divide la capilla mayor del cuerpo de la Yglesia y las balaustras an de ser de olmo y en ella arrimada a la pared an de acer el púlpito de madera con los mismos balaustres de la vieja con su cubierta encima del púlpito y la vieja a de ser como la del mono de san diego más gruesa o más delgada como ella ordenare [...]», figurando además que el precio «de toda esta obra así de retablo como de rreja y púlpito y lo demás a esto anejo a de ser mill y doscientos ducados que balen quatrocientos e zinquenta mill mars».: 250–251 
En un documento conservado en el Archivo Histórico Provincial de Valladolid y dado a conocer en 1999 por la historiadora del arte Patricia Andrés González consta, además de la participación de Melchor de Beya, el hecho de que al valor final del retablo había que restarle la parte relativa a la escultura, figurando a mayores que Francisco y Cristóbal Velázquez se encargaron junto con Beya únicamente de las labores de arquitectura y ensamblaje:

Sepan quantos esta pub.ca escrit.ra de oblig.on y concierto y lo en ella q.e vieren como nos cristobal velazquez y fr.co velazquez su hijo emsamvladores vz.nos desta c.d de vall.d de la una parte y yo melchor de beya asunesni ensamblador vz.no desta c.d de la otra ≡ deçimos que por quanto nos los dhos. cristoval y fr.co velazquez tenemos tom.da a haçer el rretavlo del monast.o de santa ysabel de esta c.d con una rrexa a el aneja y perteneziente por escritura pu.ca que sobrello se otorgo ante tomas lopez escriu.o del n.o desta ziudad en v.e y un dias del mes de julio pas.do deste p.e año la qual obra rretavlo y reja de madera nos obligamos a haçer y asentar para fines de mes de mayo que berna del año de ses.os y catorce y por pr.o dello de mill y doszientos ducados pagados a los plazos y segun y de la forma y manera que debajo de la traça y condiziones penas y posturas en la dha. escritura cont.das que todas nos las dhas. partes confesamos emos bisto leido y entendido como en ellas se contiene y decimos que nos parece mismo [...] que si esta escritura se ynsertara como della constara aq.i nos referimos ≡ y estamos conbenidos y conçertados en dar como por la p.te damos al dho. melchor de beya que esta pres.te la terzia p.te de la dha. obra sacando de ella la dha. rrexa de madera que esta la e de hazer yo el dho. critstoval velazquez en pr.o de mill y quin.s Rs. en q.t pero nos las dhas. p.tes de conformidad la emos tasado y moderado y esta yo el dho. cristoval velazquez la e de hazer a t.da costa f.a y acavada conforme a la condicion ynserta en la dha. escritura con su pulpito y estaje. De manera que rrestan a el dho. // rretablo honze mill y setezientos rreales. los quales emos de aver y partir entre todos tres partes y en terzias partes a los tiempos y plaços y segun y de la forma y manera que la p.te del dho. monasterio esta oblig.da por la dha. escritura a los dar y pagar ≡ e yo el dho. melchor de beya e de hazer la terzia p.te del dho. retablo de emsanvlaje y capiteles de tallar y aparejar las tres ystorias y poner madera p.a ellas que esta terzerra p.te a de ser el segundo cuerpo del rretablo contando desdel zocalo que a de asentar sobre la primera cornisa dandose acavado asta el cornisamento de modo que en este seg.do cuerpo cuya terz. lo ace tocante en lo que toca a ensanblaxe y madera y manifactura y lo demas rest.te del dho. retablo queda por q.ta de los dhos. cristobal y fr.co velazquez en lo tocante a ensanblaxe ≡ porque se declara que de los dhos. honze mill y setez.tos Rs. que ansi quedan p.a haçer el dho. retablo sea de sacar lo que sea nezess.a para la escultrura del dho. rretablo y ansi de ystorias como de figuras redondas ≡ y lo que quedare lo emos de partir segun dho. es por n.os p.es ≡ y asi mesmo se declara que todas las costa que se hiziere de asentar el dho. rretablo se a de partir por iguales p.es entre t.dos tres ≡ y asi mesmo se declara que cumplido qualquier de los plazos a que dho. mon.o esta oblig.do a pagar los mill y doszientos ds.o de la dha. obra e los dhos. // cristoval y fr.co velazquez como pers.as a quienes dho. mon.o esta oblig.do a pagar me an de dar libranza de lo que me perteneziere en cada paga sobre el dho. conbento o sobre la pers.a que en su n.en lo debiere pagar conforme la dha. escritura y dada yo en el hacer la dilig.a p.a su cobro por mi quenta y riesgo sin que los suso dhos. sean obligados a me la sanear salbo si ellos ubiesen cobrado la dha. deuda que asi me libraren que en tal caso me la an de sanear porque en q.to a la cobra del dho. mon.o a de correr el riesgo por q.ta de t.dos igualm.te ≡ y con esto nos los dhos. fr.co y cristoval velazquez nos oblig.os de que la dha. tr.a p.te de la dha. obra sera çierta a el dho. melchor de beya y que no se la quitaremos por ninguna causa ni raçon que sea pena de le pegar los intereses della llanam.te ≡ e yo el dho. melchor de beya como prinzipal e yo ju.a inberto escultor vz.no desta z.d que p.te soy como su fiador y principal y llano cumplidor pagador pas.do como ago de deuda ax.na [...].

nos oblig.os yo el dho. melchor de beya are y fabricare la dha. p.te del dho. retablo por la dha. p.te de pr.o que asi le toca en el dho. conforme a la dha. escritura traza y condiziones con que los dhos. cristoval y fr.co velazquez la tienen y debajo // penas y declaraciones en la dha. escritura contenidas [...].

en la z.d de valladolid. a zinco dias del mes de nobi.e de mill y seicientos y treze a.os siendo t.s sebastian velazquez y p.o de losaday andres de caransa v.os de v.d y los dhos. f.co belazquez y melcjor de beya lo firmaron y el dho. j.o ynberto por el dho. christobal belezquez que dijo no saver un t.o a los quales doy fee conozco.: 279–280 

#### Imaginería
La labor escultórica, elogiada por Antonio Ponz,: 244  recayó en el tallista oriundo de Segovia Juan Imberto, quien antes de su traslado permanente a su ciudad natal tenía un taller en la calle Juan Mambrilla (entonces calle Francos). Aunque Imberto copiaba en mayor o menor medida las obras de Pedro de la Cuadra y replicaba los modelos de Gregorio Fernández, en esta ocasión lograría cierta originalidad en su labor (por lo general utilizaba como fuente de inspiración iconos basados en grabados y estampas procedentes de Europa, característica común en todos los entalladores, destacando en este aspecto el maestro grabador Hieronymus Wierix, cuyo taller se hallaba establecido en Amberes). En el contrato, firmado el 5 de noviembre de 1614, Imberto figura únicamente como ejecutor de las figuras de bulto redondo:

Oblig.cion a Fran.co  Velazquez.
 Sepan quantos esta carta de obligacion vieren como yo juan ynverto escultor vecino desta ciudad de vallid otorgo e conozco que me obligo a hacer y que hare realmente y con efeto por horden de francisco velazquez ensanblador vecino desta ciudad las esculturas figuras e ymagenes de bulto siguientes ≡ primeramente un san juan bautista ≡ y un san juan evangelista de cinco pies y medio de alto cada ymagen con sus insignias ≡ un san miguel con la buena pieça al pie y un angel de la guarda con un niño ≡ las dos figuras de ymagenes de cinco pies y tres quartos cada una y el niño lo que ubiere menester conforme a la proporcion de la figura ≡ y otra figura de san luis rrey de francia y un san antonio con el niño ≡ y una ymagen de san buenaventura y otra de san bernardino estas quatro figuras de seis pies de alto cada una ≡ y cada figura con las ynsignias queste quiere todas ellas de madera de pino guecas todas ellas bien movidas y plantadas a satisfacion de maestros del arte de escultura que lo entiendan las quales las dare fechas y acabadas en toda perfecion en lo tocante a mi arte para desde aqui a fin del año de seiscientos y catorce por precio todas ellas de ciento quarenta y quatro ducados [...] pagados desta manera tercera parte dellos para el dia de san andres que vendra deste presente mes y año y la otra tercera parte para nra señora de las candelas del seiscientos catorce y la otra tercera parte y ultima para el dia postrero de abril que a de ser fecha y acabada en toda perfecion las dhas figuras quiendolas visto oficiales espertos de la dcha arte [...] en la ciudad de valladolid a cinco dias del mes de noviembre de mil seiscientos y catorce años, siendo testigos sebastian belazquez, cristobal beiazquez y melchor de beya vecinos desta ciudad.
Paso ante mi. Antonio Velasco.: 248 

#### Policromía
La policromía corrió a cargo de Marcelo Martínez y la misma fue concertada el 26 de agosto de 1621. Como representante de las religiosas actuó el procurador y mayordomo del convento Matías de Robles, mientras que como principal fiador de Martínez fungió el propio Francisco Velázquez, quedando el pintor obligado a tener el retablo «dorado estofado encarnado y pintado y puesto en toda perfeción» en el plazo de «diez meses y primeros siguientes contados desde primero día del mes de septembre primero que verna deste dicho año». La labor debía contar con el beneplácito de fray Diego de Sicilia, padre guardián del Convento de San Francisco, así como con la aprobación de varios «maestros peritos en el arte».: 252–253  Respecto al coste de la obra, esta supuso para el convento un desembolso de 1200 ducados pagaderos en tres plazos: el primer tercio tras la firma del contrato «para oro y demás aparexos», el segundo «para el día que esté dorado el dicho retablo», y el tercero y último «para el dia que diere acabado asentado y puesto en toda perfeción el dicho rretablo y maestros ayan declarado estar acabado y cumplido con todos las dichos condiciones y con lo demás contenido en esta escrip [...]».: 253  A mayores se indica en el contrato que de quedar la labor incompleta se debía buscar a otros pintores para finalizarla y sus salarios ser pagados por Martínez y sus fiadores:

[...] a de poder buscar maestros y a satisfación que acaben lo que faltase del dicho retablo a costa del dicho Marcelo Martinez y sus fiadores trayendolos de qualesquier parte que los allare y concertandolo en el precio que quisieren yendolos a buscar con salario de quim.tos mrs. cada día a costa de los susodichos. y ejecutarles por todo lo que costare y por los dchos. salarios y por los mard. que obiere recibido de mas por la obra que tuviesen echa todo ello con su xuramento sin que para la dcha. esecución y pago sea necesario acer liquidación de la obra [...].: 253 

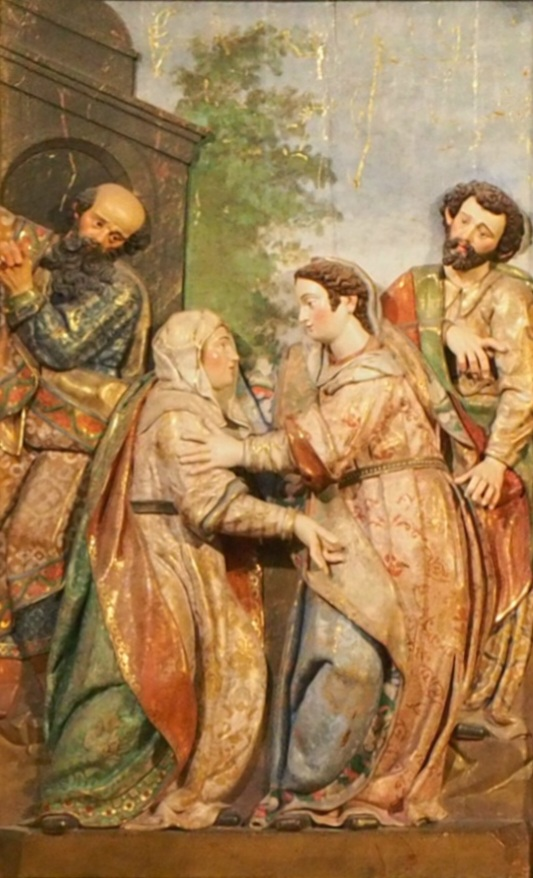
Relieve de la Visitación.

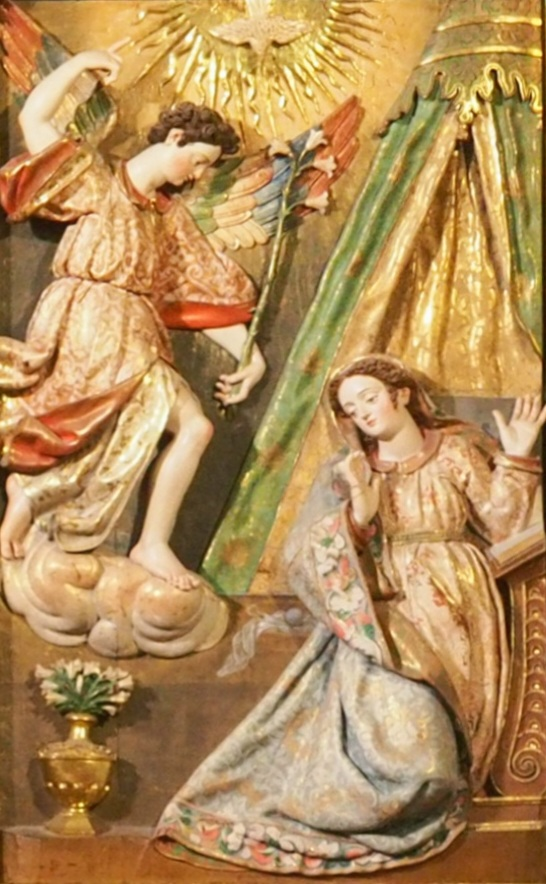
Relieve de la Anunciación.

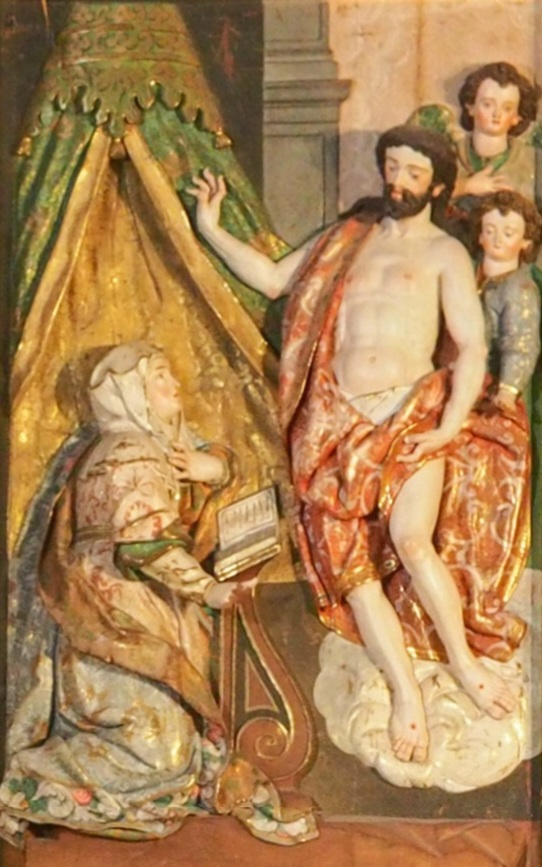
Relieve de la Resurreción.

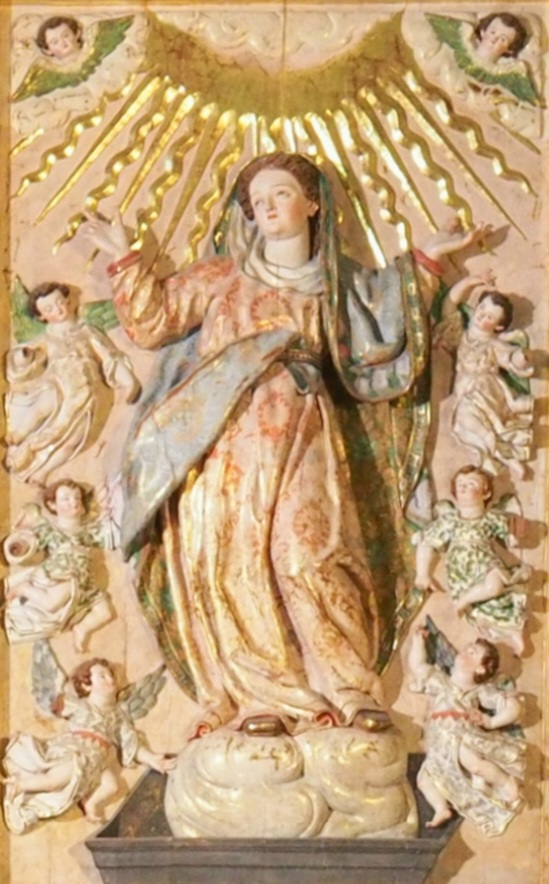
Relieve de la Asunción.

Atendiendo a las cláusulas, veinticuatro en total y firmadas dos días antes del concierto de la obra (24 de agosto), en la primera se señala que se debían dorar el retablo y las tallas con oro bruñido de 25 quilates «subido de color y bien resanado» para el posterior estofado, prohibiéndose el empleo de plata o cualquier otro material (previamente se indica la necesidad de aparejar los materiales, encolar y dar «manos necesarias de todos aparejos, yesso gruesso y mate y bol de manera que quede bien aparejado firme y permaneciente para que pueda Recibir el oro»). En la segunda cláusula se ordena estofar y aplicar color a las imágenes «de claro y oscuro con sus cambiantes donde fuere necess.o», mientras que en la tercera se señala que para el estofado se debían usar «finissimos carmín de yndias y azules refinos de Sebilla»; concretamente la escena de la Anunciación se tenía que estofar con diferentes telas y brocados, empleándose «azul a punta de Pincel a modo de damasco» para el manto de la Virgen, «con una muy Rica Senefa de pedrería y la tunizela de nra. S.a de muy buen carmín de Indias de una Rica tela», mientras que la figura que representa a San José se tenía que estofar «con muy Ricas telas con muchas differencias y bien repartidas imitando al natural». En la quinta cláusula se hace constar que el relieve de la Adoración de los Reyes Magos debía estofarse de igual modo «con mucha riqueza de piedras; y en las Senefas niños y pajaritos y otras diferencias y los tres Reyes se han de estofar de muy lindos brocados que parezcan naturales», manifestándose en la sexta cláusula que las demás esculturas debían estofarse con «muy ricos colores y labores con mucha perfección» y que «la caja de la custodia se ha de estofar un Retablo de brocado muy bien hecho, con unos ángeles que le tengan, y ansí mismo se han de estofar unos Angeles que están allí». La octava cláusula indica que en el relieve de la Visitación la imagen representativa de Santa Isabel debía estofarse con un brocado morado «que esté honesto y Rico y las demás figuras de la dcha. ystoria de muy lindas labores y telas», mientras que en la novena se dispone que la figura del ángel en la escena de la Anunciación se estofe con «tela blanca y dorada, alcachofada de oro con muchos Resplandores y nubes», debiendo aplicarse a la talla de la Virgen del relieve de la Asunción según la décima cláusula un estofado diferente al resto de imágenes marianas del retablo (todas estofadas de la misma manera), constando que debía «llevar la tunicela blanca alcachofada de oro, y el manto azul con mucha pedrerya junta de pincel. Los Angeles que están alrededor de nr.a S.a de muy Ricas telas y un grande resplandor, y unos cielos alegres». En la undécima cláusula se ordena que la escena de la aparición de Cristo resucitado se estofe igual que el resto de imágenes, si bien el manto de Cristo debía tener «una tela encarnada muy Rica», encomendándose en la duodécima clásula que los hábitos de los santos Francisco, Buenaventura y Juan se estofasen a punta de pincel «a modo de damasco» y que a San Juan Bautista se le aplicase un tono de color camello para la piel todo «de hebras de oro» y que el encarnado fuese a punta de pincel.: 253–255 
En lo tocante a las doce cláusulas restantes, la decimotercera especifica que «los quatro nichos de los S.es han de quedar de oro limpio bien resacado», constando en la decimocuarta que los seis santos del «Vltimo Cuerpo» debían estar estofados «con mucha diferencia de telas y a conforme al arte se requiere y labrando el S. Juan y Maria dorandole y estofandola de nuevo y la caja del cristo pintados unos cielos eclipsados y la ciudad de Jerusalén». En la decimoquinta se plasma que todas las imágenes debían estar «muy bien hechas de grafios picados los cielos, nubes y resplandores muy sutim.te de manera que salga el oro a modo de bordado; ansí mesmo en las demás ropas y mantos de las figuras», en la decimosexta que no se debían policromar todos los frisos de las cornisas así como los capiteles «con la demás talla que hubiere de muy buenos colores finos y muy bien hecho de grafio», y en la decimoséptima que había que estofar a punta de pincel de todos los colores y con toda perfección «con bichos, niños, pájaros, todos los compartimientos que subiese en el dicho retablo». La decimoctava cláusula pone de manifiesto que todas las encarnaciones debían ser mate, «que parezca carne natural dando a cada figura el sentido, unas mas hermosas que otras conforme combiene», señalando la decimonovena que los rostros y los cuerpos desnudos tenían que ser encarnados dos veces, la primera a pulimento y la segunda mate «q imite al natural y todas las orillas de las figuras así redondas como de las Historias sean hechos a punta de pincel conforme el ancho q convenga para q parezca mejor». La vigésima cláusula deja claro que las tallas debían estar hechas siguiendo las condiciones plasmadas (realizándose los arreglos pertinentes a costa del artista) y que las mismas tenían que contar con la aprobación de la abadesa, las monjas y varios oficiales, mientras que en la vigesimoprimera se indica que «si hubiere alguna endidura o cosa quebrada que hobiere de enrolar para q quede todo sin q aya nad q mal parezca». La vigesimosegunda cláusula es la más extensa y en ella figura que las cabezas (incluidas las barbas) debían ser «peleteadas con la color q requiere la edad con estas condiciones, y con las suyas q tiene firmadas de las quales la señora Abb.a escoja las q fuere servida». También se indica en esta misma cláusula que Martínez quedaba obligado a realizar toda la policromía del retablo y a tenerla acabada en un plazo de diez meses «y asentado estofando también la Imagen de nra. m.e santa Ysabel y pintándola con sus guarniciones y pedrería como y de la manera q pinta y adereza las imágenes de la concepción q están en S. Fran.co y enseg.a y en el Abrojo dandole las piedras y guarniciones si gustasen q sean naturales y donde no q los hara de pintura de oro molido en q se le de más por esto». La vigesimotercera resulta muy relevante ya que en ella se menciona el reemplazo de la imagen titular, representativa de Santa Isabel de Hungría, por una de nueva factura obra de Fernández: «Es
condición q la Imagen de nr.a madre Santa Isabel q agora esta en el Retablo en cuyo lugar se a deponer la q hace el señor Gregorio Hernández la tiene de estofar pintar y encarnar muy ricamente cada cosa como mejor parezca con sus guarniciones y aderezos para que se pueda poner en otro altar». Por último, en la vigesimocuarta cláusula queda reflejado que debía ser Martínez el único en policromar el retablo sin posibilidad de delegar la labor en otra persona a menos que fuese de manera puntual.: 255–256 

## Descripción

### Retablo

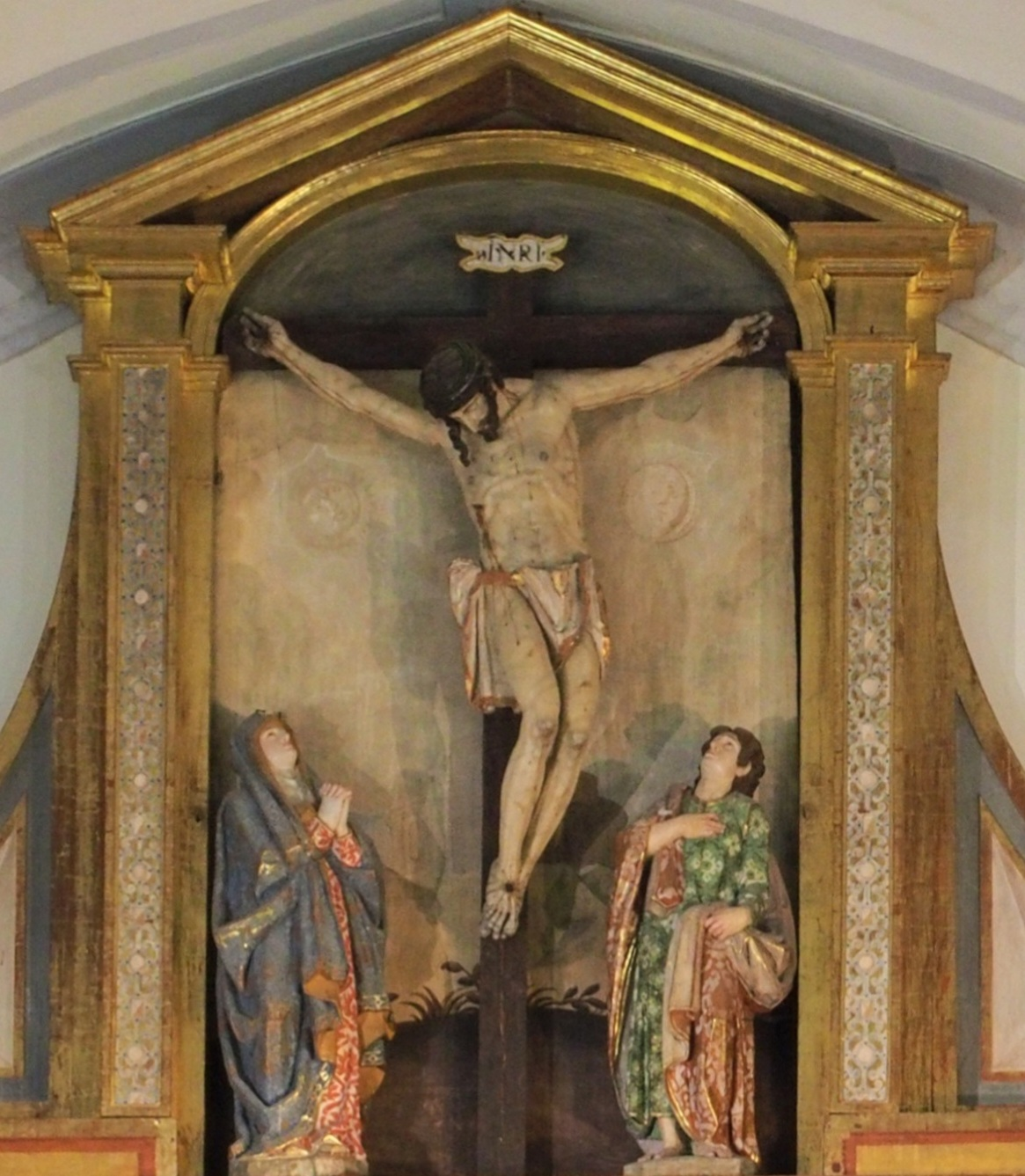
Calvario.

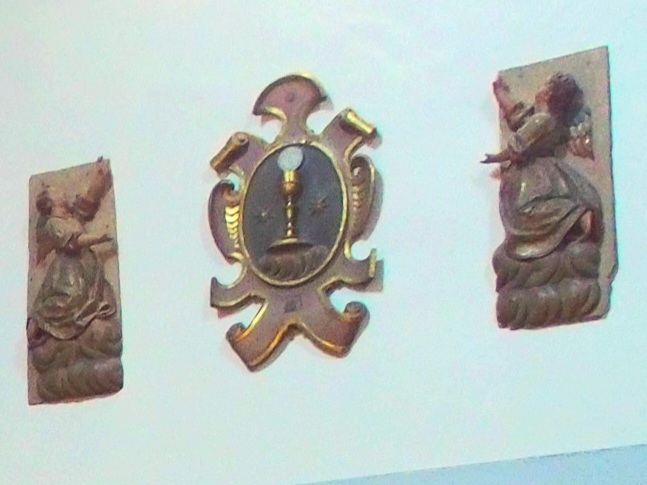
Relieves de ángeles anteriormente ubicados en el zócalo junto al sagrario.

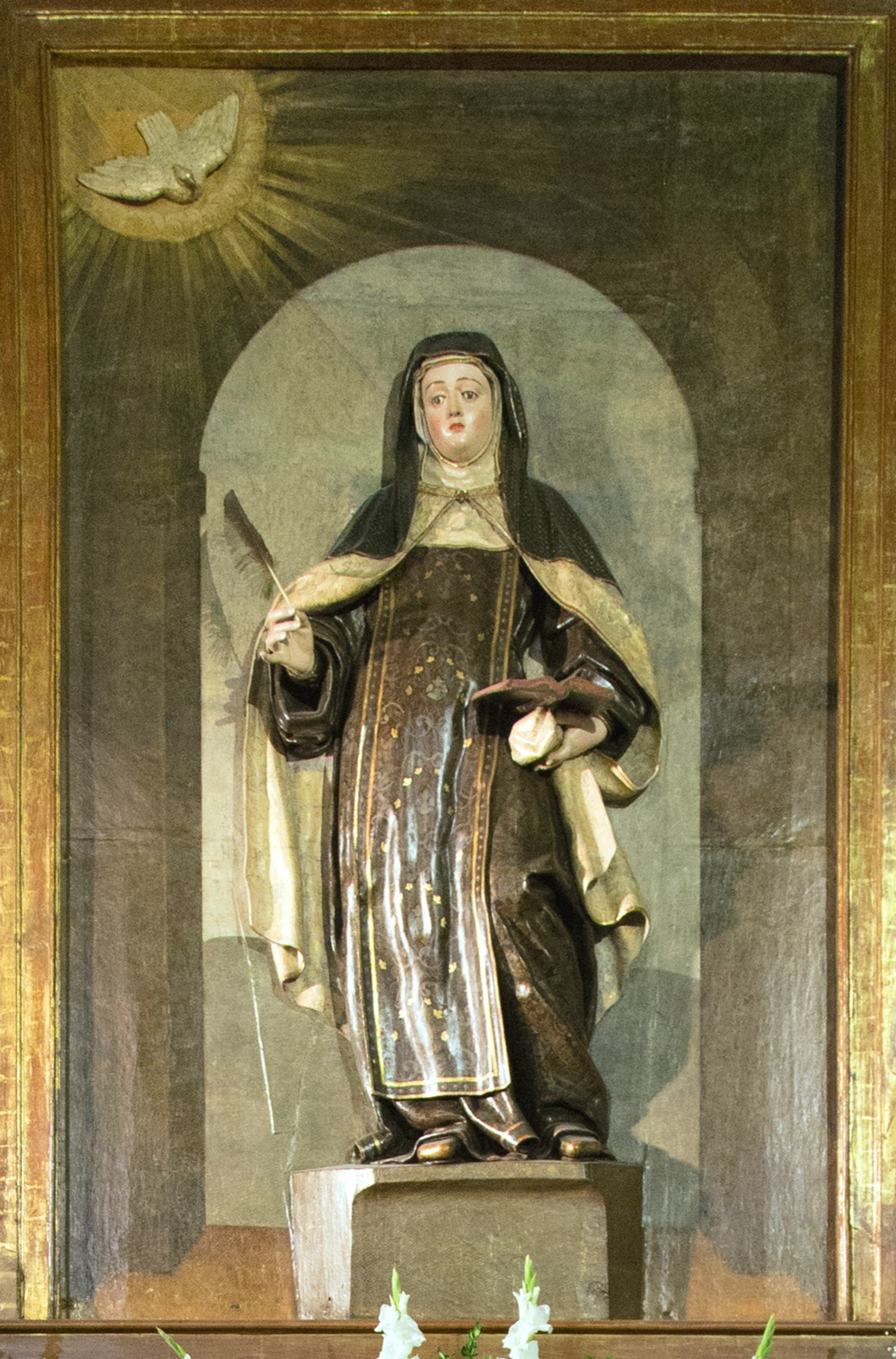
Talla original de Santa Isabel reconvertida en Santa Teresa.

El retablo, el cual guarda grandes analogías con los retablos mayores de la Iglesia de San Miguel y San Julián y del Monasterio de las Huelgas Reales, ambos en Valladolid,: 245  posee una traza de gran elegancia clasicista (introducida en Castilla y León con el retablo de la Colegiata de San Luis en Villagarcía de Campos, basado a su vez en el del Real Monasterio de San Lorenzo de El Escorial) y se compone de banco, dos cuerpos con cinco calles y ático. La estructura cuenta a su vez con un total de seis columnas en cada cuerpo con fuste estriado en vertical y capiteles corintios policromados, estando el ático flanqueado por pilastras y aletones con sencillos pináculos esféricos en las esquinas, con los cuerpos y el ático separados mediante entablamentos corridos decorados con roleos vegetales. Las calles de los extremos muestran hornacinas de medio punto (una en cada cuerpo) con imágenes de bulto redondo y sobre ellas tarjetas representativas de virtudes en relieve; en la calle de la izquierda figuran en el primer cuerpo San Juan Bautista con Prudencia y en el segundo San Antonio de Padua con Justicia, mientras que en la calle de la derecha aparecen en el primer cuerpo San Juan Evangelista con Fortaleza y en el segundo San Bernardino de Siena con Templanza. San Juan Bautista resulta reconocible por vestir piel de camello, tener un Agnus Dei a sus pies sobre un libro y portar en la mano izquierda una caña con forma de cruz, mientras que San Antonio está acompañado por el Niño Jesús sentado en un libro que sostiene con la mano izquierda (tipología que empezó a ponerse de moda en la época), identificándose Prudencia por sostener un espejo con la mano izquierda y tener una serpiente enroscada en su brazo derecho y Justicia por lucir una espada y una balanza. Por su parte, San Juan Evangelista se identifica por portar una copa envenenada con la mano izquierda y tener un águila a los pies, mientras que a San Bernardino se le distingue  por vestir hábito franciscano, sujetar una palma con la mano derecha, un libro con la izquierda y, sobre todo, por hallarse a sus pies tres mitras como símbolo de su renuncia a las sedes episcopales de Siena, Urbino y Ferrara, si bien carece de uno de sus atributos más conocidos: un disco llameante con el monograma IHS.: 271  Por su parte, a Fortaleza se la reconoce por lucir sobre el hombro derecho una columna de gran grosor y tener a sus pies un león, identificándose fácilmente a Templanza por llevar una copa y un jarrón.
Respecto a las calles interiores, en ellas se exhiben un total de cuatro alto relieves en los que se relatan pasajes de la vida de la Virgen y que en principio podrían ser considerados de autoría anónima atendiendo al contrato firmado por Imberto, en el que este se comprometía a tallar únicamente las imágenes de bulto redondo, si bien en la actualidad se atribuyen al escultor segoviano junto con los relieves presentes en el banco: en el primer cuerpo y de izquierda a derecha figuran la Visitación (a la que se añadió una figura representando a Zacarías por cuestión de simetría) y la Anunciación, hallándose en la zona superior y también de izquierda a derecha la Resurrección (concretamente la aparición de Cristo resucitado a la Virgen, escena tomada de la Leyenda Dorada de Santiago de la Vorágine) y la Asunción. Respecto a la Anunciación, basada en un grabado de Wierix, la Virgen figura arrodillada en un reclinatorio de pequeño tamaño y girada en dirección al ángel, denotando actitud de sumisión por tener la cabeza agachada y sorpresa por la gesticulación de sus manos. Destacan en la parte superior el rompimiento de gloria y el Espíritu Santo bajo forma de paloma con la cabeza hacia abajo, hallándose en la zona inferior un cesto de labores y un jarrón con lirios, símbolo de la virginidad de María y misma flor que el ángel porta en su mano izquierda mientras con la derecha señala al Espíritu Santo.: 276  En lo tocante a las dos últimas escenas, la Resurrección, muy similar a nivel compositivo a la Anunciación y al igual que ella basada en un grabado de Wierix, muestra a Cristo sobre nubes y vestido tan solo con una túnica roja sostenida por ángeles apareciendo ante su madre, quien figura de rodillas con un libro frente a un oratorio en su habitación (en cuyo fondo destaca una cama con dosel a imagen y semejanza del relieve de la Anunciación), mientras que en el relieve de la Asunción la Virgen está de pie con los ángeles a su alrededor a modo de cortejo, hallándose la gloria representada por rayos dorados con alternancia entre formas rectas y quebradas.: 272–273 
En cuanto al ático (cuya cornisa no se corresponde con la plasmada en el contrato), en él se cobija, bajo un arco carpanel coronado por un frontón triangular, un Calvario sobre un fondo en el que se representa la ciudad de Jerusalén entre sombras;: 246  de bulto redondo y estilo romanista (probablemente de finales del siglo xvi), la imagen del crucificado destaca por poseer unas dimensiones notablemente superiores a las figuras de la Dolorosa y San Juan, ubicándose a los lados San Buenaventura a la derecha y San Luis de Francia a la izquierda (pese a que en la traza del retablo figuran los santos franciscanos Luis, Bernardino, Buenaventura y Antonio en el ático, ya en las cláusulas del contrato de la policromía consta una ubicación diferente). San Luis, presente en el retablo tal vez por haber sido miembro de la Orden de San Francisco, lleva una capa de armiño, porta un cetro en cada mano y luce una corona, mientras que San Buenaventura lleva una doble vestimenta como símbolo de sus dos dedicaciones (se le considera el segundo fundador de la orden franciscana) y está ataviado como cardenal, mostrando un capelo de color rojo y portando un libro en la mano izquierda y un crucifijo en la derecha, ambos elementos en alusión a su entrevista con Santo Tomás de Aquino.: 274  Por su parte, el banco presenta cuatro relieves rectangulares: en los extremos figuran las imágenes de María Magdalena a la izquierda y San Jerónimo a la derecha, con los relieves de tamaño superior de la Adoración de los pastores y la Adoración de los Reyes Magos en medio. En actitud de arrepentimiento, la Magdalena exhibe su melena suelta mientras sujeta una cruz, si bien luce todavía lujosas prendas de cortesana, figurando en el suelo un frasco con perfumes, mientras que San Jerónimo, muy similar a la Magdalena, aparece desnudo de cintura para arriba sujetando con una mano una cruz al tiempo que con la otra se golpea el pecho, destacando a sus pies un león y, colgado en un árbol, el capelo cardenalicio. El conjunto se completa en los netos con otros ocho relieves de santos de menor tamaño (entre ellos dos Padres de la Iglesia de Occidente), resultando todos fácilmente identificables por sus atributos:: 268–269 
- San Pedro: reconocible por portar las llaves.
- San Pablo: identificable por portar una espada.
- San Agustín: figura como monje agustino (luce un hábito de color negro ajustado con cíngulo de cuero) y exhibe en una mano una maqueta de una iglesia por ser fundador de la Orden de San Agustín, portando en la otra un báculo episcopal y destacando en la zona inferior una mitra, elementos que simbolizan su cargo de obispo.
- San Ambrosio: se le representa únicamente con báculo y mitra por ser obispo.
- San Buenaventura: resulta peculiar su inclusión en el banco puesto que también figura como imagen de bulto redondo (existe la posibilidad de que constituya el reemplazo de una talla representativa de San Gregorio Magno). Aparece ataviado como obispo (va doblemente revestido) y luciendo una mitra y un libro (es probable que portase un báculo actualmente perdido).
- San Diego de Alcalá: se le representa con las rosas en que se convirtieron los panes que llevaba a los pobres, siendo esta una de las representaciones más tempranas de este santo y muy similar a Santa Isabel a nivel iconográfico. Aparece en sustitución de San Jerónimo, quien forma pareja con el relieve de la Magdalena y hubiera completado la representación en los netos de los cuatro Padres de la Iglesia de Occidente junto con los santos Agustín, Ambrosio y Gregorio Magno (en caso de ser este el santo reemplazado por San Buenaventura).
- Santa Clara de Asís: luce una custodia turriforme y viste hábito de clarisa.
- Santa Rosa de Viterbo: contrapunto de la imagen de San Diego en base a la conversión de los panes en rosas. Porta un rosario y viste hábito franciscano.

En el centro del primer cuerpo, bajo un arco de medio punto, destaca una talla de medio cuerpo y bulto redondo del Ecce Homo (posible obra de Fernández),: 245  bajo la que se emplaza una hornacina rectangular vacía rematada por un frontón partido clásico frente a la cual, en la parte baja, se posiciona el sagrario, que con anterioridad habría ocupado ese espacio junto con los relieves en el zócalo de «dos ángeles con insignias de la pasión», hoy colgados en el muro de la epístola. Destacan por su parte en las paredes laterales de la capilla mayor y sobre peanas las imágenes de San Miguel y el Ángel de la guarda, concebidas para ocupar los nichos del segundo cuerpo, aunque antes de aplicarse la policromía ya habían sido relegadas al ático. La zona central de este segundo cuerpo estuvo presidida originalmente por un alto relieve en el que figuraba Santa Isabel de Hungría, si bien en el contrato de la policromía del retablo consta el encargo a Fernández de una nueva imagen de la santa, Santa Isabel y el Pobre, la cual, a diferencia de la anterior, es de bulto redondo. Reubicado en un altar secundario bajo el coro,: 356  el alto relieve fue transformado al retirarse la figura representativa de Dios Padre y los ángeles que había encima de la santa además del libro con una corona que portaba en la mano izquierda, siendo la imagen finalmente convertida en Santa Teresa de Ávila al ser la pieza adquirida por la comunidad de Carmelitas Descalzos con ocasión de la canonización de la santa abulense por el papa Gregorio XV el 24 de abril de 1622 y emplazada en la cercana Iglesia de San Benito el Real, lugar donde recibe culto en la actualidad, quedando anecdóticamente hasta el día de hoy un panecillo, atributo de Santa Isabel, debajo del libro que sostiene la imagen, atributo de Santa Teresa. El motivo principal de la retirada de la talla primitiva fue el hecho de que la misma no llegó a satisfazer a las monjas por su limitada calidad artística (Jesús Urrea calificó el rostro de «inexpresivo y algo bobalicón»): 357  y, según Luis Vasallo Toranzo, por la iconografía empleada, ya que la figura representativa de Dios Padre acompañada de ángeles en la parte superior y en actitud de coronar a la santa, aparte de llevar posiblemente a una malinterpretación, no resultaba fiel a los cánones contrarreformistas, los cuales abogaban por dar una respuesta a las premisas promulgadas por el protestantismo acerca de la justificación de la fe en las obras de misericordia.

### Santa Isabel y el Pobre

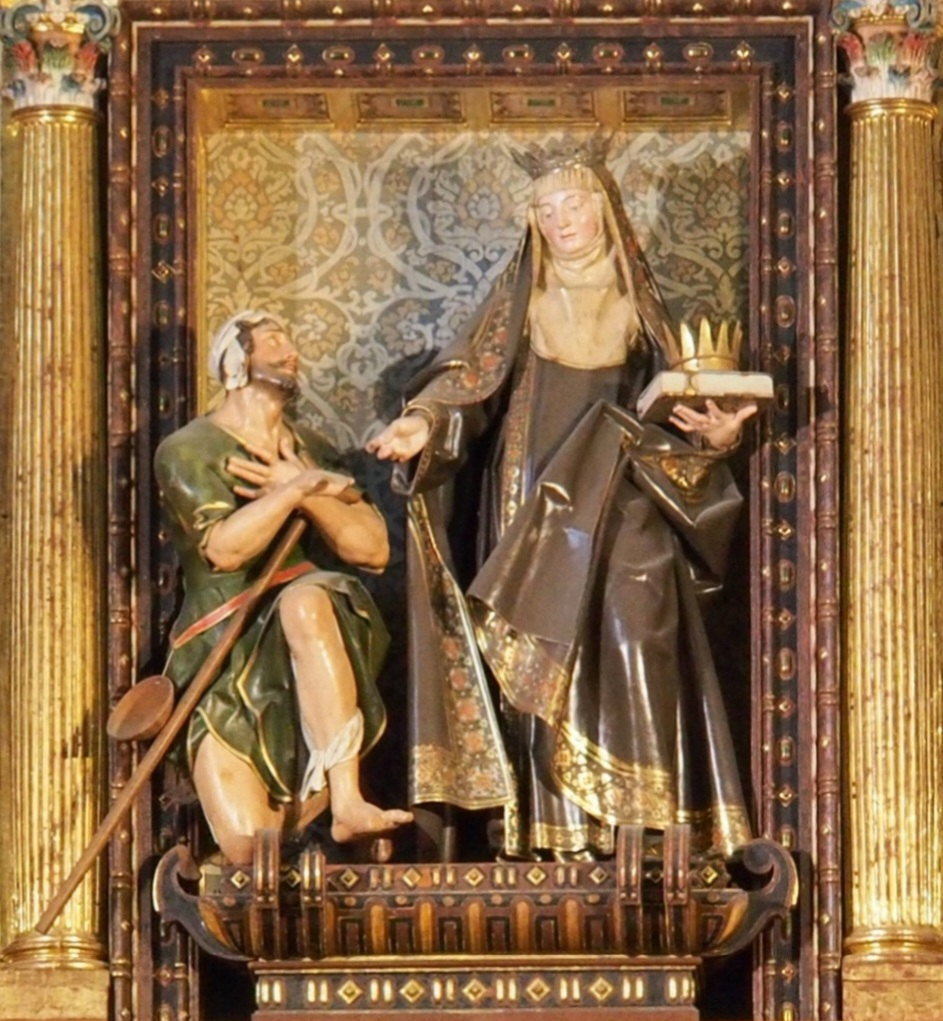
Talla de Santa Isabel y el Pobre.

La única obra de todo el retablo tallada por Fernández, conocida como Santa Isabel y el Pobre y posiblemente basada en un grabado de Wierix al igual que los relieves de la Anunciación y la Resurrección, representa a la santa vestida con el hábito de terciaria franciscana en vez de con el habitual atuendo de princesa, luciendo sobre la cabeza una corona en señal de su origen real como hija del rey Andrés II de Hungría y como reina de Turingia, portando otra corona sobre un libro que sujeta con su mano izquierda el cual hace alusión a su papel de fundadora de un hospital sufragado por el poder real (lo usual es que haya dos coronas en vez de una en referencia a su piedad y continencia en el matrimonio). Como característica común en esta iconografía, a sus pies se halla un pobre o enfermo con un bastón a quien la santa ofrece un trozo de pan (desaparecido) como limosna, disponiéndose el vagabundo a recibirlo con una mirada de súplica y actitud de recogimiento. El grupo escultórico, de bulto redondo y tamaño levemente superior al natural, se erige sobre una peana ornamentada con gallones y piedras a imagen y semejanza de las molduras que recubren la hornacina que preside.
Fernández consolidó con estas imágenes, de gran espiritualidad y con una marcada composición diagonal, dos prototipos: primero con la imagen del pobre, en la cual recicla una tipología empleada con anterioridad por él mismo, y segundo con la representación de Santa Isabel, en la que introduce una iconografía que terminaría por convertirse en su marca personal en lo que a representaciones de santas se refiere. La imagen del mendigo, tal vez inspirada en los pordioseros que frecuentaban el taller del escultor en busca de caridad,: 246  tiene su origen en el grupo escultórico San Martín y el Pobre (1606), conservado en el Museo Diocesano y Catedralicio de Valladolid y comisionado por Agustín Costilla para la Iglesia de San Martín. Pese a que en dicho grupo el pobre se halla de pie y la policromía ha sido objeto de repintes, la caracterización de la figura muestra un importante parecido con la imagen conventual (los harapos, las piernas desnudas, los pies descalzos, el bastón con forma de cruz de tau y una escudilla suspendida del cíngulo), radicando las mayores semejanzas en el diseño y posición elevada de la cabeza (especialmente la delgadez de las facciones), el gesto implorante, el turbante a base de vendas que deja a la vista gruesos cabellos a ambos lados los cuales montan justo por encima de las orejas, el bigote y la perilla, con dos picos y aparentando una barba descuidada en lo que respecta al cromatismo. De igual modo que los sayones en los pasos procesionales, aunque luciendo un rostro totalmente alejado de las facciones grotescas de aquellos,: 246  el escultor dejó patente en esta imagen, tallada en su etapa de madurez, un perfecto prototipo de mendigo desvalido, quien extiende su mano derecha (mutilada) para recoger la limosna al tiempo que posa su mano izquierda sobre el pecho en señal de profundo reconocimiento.: 246 
Con la figura de la santa ocurre el caso contrario, ya que en vez de recurrir a modelos previos Fernández instauró una serie de elementos innovadores que repetiría en varias ocasiones al momento de elaborar imágenes de religiosas vestidas con hábito, sobre todo en esculturas de Santa Teresa de Ávila, como por ejemplo el brazo derecho adelantado hacia el frente; el brazo izquierdo flexionado y sujetando un libro con la mano como si de una bandeja se tratase; el cuerpo en contrapposto con el fin de trazar una línea sinuosa que aporta gran movimiento, naturalidad y elegancia; un balanceado juego de pliegues en el hábito; gran labor de talla en las tocas y, como sello personal de su estilo, el manto prendido con un alfiler al escapulario, dibujándose así un airoso pliegue con forma de triángulo. A la figura de la santa hay que añadir las carnaciones mate y la rica cenefa dorada de los ropajes, con motivos que simulan pedrería, esto último exigido en el contrato.
Ambas figuras, de gran realismo, se hallan envueltas por paños quebrados de gran volumen (similares a una tela encolada): 246  caracterizados por angulosos drapeados los cuales dotan al conjunto de interesantes claroscuros, destacando a su vez la inclusión de pequeños detalles como por ejemplo los diminutos fruncidos de las dos tocas, representados como dos finas láminas, todo ello en pos de un mayor grado de naturalismo, aspecto que Fernández buscó para todas sus esculturas desde 1621, año en que talló esta pieza, haciendo uso en ella al igual que en otras tallas de elementos postizos, encuadrándose en este aspecto la exquisita labor de orfebrería de la corona que Santa Isabel luce sobre la cabeza, objeto que la hace fácilmente identificable. El grupo escultórico, considerado por el historiador del arte Javier Baladrón Alonso como una de las obras maestras de Fernández, tuvo el honor de participar en 2018 en la exposición Mons Dei, XXIII edición de Las Edades del Hombre celebrada en Aguilar de Campoo.

### San Miguely elÁngel de la guarda
Ubicada en el lado del evangelio, la imagen de San Miguel, de bulto redondo, posee un tamaño cercano al natural y muestra al arcángel erguido y victorioso sobre Lucifer, quien aparece derrotado a sus pies. Esta obra toma prestados todos los detalles plasmados por Fernández en el modelo creado para la Iglesia de San Miguel y San Julián en 1606, si bien Imberto incluyó algunas variantes. Con una disposición idéntica a la imagen de Fernández (el brazo izquierdo bajado y portando en origen un escudo ya desaparecido en base a la posición de los dedos, el derecho levantado al tiempo que sostiene una lanza y la pierna izquierda flexionada y apoyada sobre Lucifer), la pierna derecha, en vez de estar situada detrás del ángel caído, se halla frente a él, lo que dota al conjunto de mayor rotundidad. Destacan otras variantes que ayudan a remarcar la diferencia entre ambas esculturas, como la disposición de la figura demoníaca en sentido opuesto, con la cabeza hacia la derecha (lo que obliga a que el arcángel gire la suya hacia el mismo lado), y las alas extendidas en vez de replegadas como el modelo fernandino. El arcángel luce vestimentas propias del siglo xvii, figurando como si fuese un legionario e incluso calzando sus pies con borceguíes, aunque a diferencia de la talla de Fernández no posee en el rostro el mismo nivel de expresividad, resultando casi hierático, además de que el cuello largo y la frente alta constituyen rasgos propios de Imberto. Respecto a la policromía, predominan colores vivos con esgrafiados que permiten que el brillo dorado aflore, siendo la encarnadura mate y en la práctica con el mismo tratamiento que las pinturas de caballete, resaltando tonalidades sonrosadas aplicadas de manera selectiva y en general una carnación lechosa que contrasta fuertemente con la curtida piel de Lucifer.
Emplazado en el lado de la epístola, el Ángel de la guarda se ciñe a la iconografía tradicional; la imagen aparece en actitud de caminar, apuntando al cielo con el dedo índice de la mano derecha para señalar el destino y resguardando con su brazo izquierdo a un infante, símbolo del alma. La escultura, cuya existencia en el convento permite constatar la importancia devocional de esta figura en el siglo xvii y su posición igual de importante a la de los arcángeles, se inspira en la talla de San Gabriel elaborada por Fernández con destino al retablo mayor de la Iglesia de San Miguel y San Julián, mostrando gran fidelidad con la imagen original en lo que respecta a la pose del cuerpo, la disposición de ambos brazos, la forma de la cabeza y la pañería, de idéntica policromía, si bien las alas exhiben una posición distinta además de otros detalles. La indumentaria se compone de dos túnicas, una hasta los pies de color marfil que deja al descubierto la pierna izquierda y por encima una larga hasta más abajo de las pantorrillas con manga ancha y cuello vuelto forrado de verde en el envés y por fuera ornamentado con vistosos motivos florales rojizos a punta de pincel los cuales imitan brocados, destacando broches de gran tamaño en las zonas donde se abren los tejidos y en la unión de las solapas así como un cíngulo ondulado. La imagen del infante, de gran expresividad, es sin embargo muy limitada a nivel plástico. Arrimado al ángel, muestra la cabeza erguida y las manos juntas sobre el pecho en actitud sumisa, luciendo una túnica ajustada con cíngulo y el brazo izquierdo del arcángel por encima de él, con la mano posada sobre su espalda. En lo tocante a la policromía, se aprecian tonalidades en verde y marfil que contrastan notablemente con la intensidad de los rojos ornamentales.

## Influencia de Hieronymus Wierix
El retablo posee una importante influencia del artista Hieronymus Wierix, concretamente los relieves de la Anunciación y la Resurrección y tal vez el grupo Santa Isabel y el Pobre, con las dos primeras piezas basadas con seguridad en grabados realizados por Wierix los cuales circulaban por Europa a principios del siglo xvii. La familia Wierix era una de las más famosas en el arte del grabado; constituida por tres hermanos, Hyeronimus fue sin duda el más prestigioso y prolífico de todos, logrando una amplia difusión de sus obras pese a no salir nunca de Amberes (sus grabados alcanzaron puntos geográficos tan lejanos como Oriente y Latinoamérica). Colaborador en las ilustraciones del Evangelicae Historiae del sacerdote Jerónimo Nadal, entre las obras de Wierix que influyeron en el retablo destacan varios grabados representativos de la Anunciación. Esta escena evangélica presenta un esquema más o menos rígido el cual permite muy pocas variantes: por lo general solo figuran dos o como mucho tres y hasta cuatro personajes (el arcángel Gabriel, la Virgen, el Espíritu Santo y Dios Padre); la escena suele transcurrir en un entorno cerrado o semicerrado (generalmente un dormitorio); la Virgen acostumbra a figurar de rodillas en actitud de sumisión interrumpiendo la lectura de las Sagradas Escrituras; y como adornos habitualmente aparecen un reclinatorio y un jarrón con lirios, esto último como símbolo de la pureza virginal de María. En las obras de Wierix por lo general se repiten varios elementos, como el jarrón con flores, una cama, el ángel sobre nubes, etc., todo ello presente en el relieve de Imberto, el cual guarda importantes similitudes con un grabado en particular el cual muy posiblemente fue tomado por el tallista como modelo. Este grabado cuenta con la firma del autor en la esquina inferior derecha («Hieronymus Wierix ex.») y exhibe una pequeña cartela en la zona inferior con la leyenda «Gabriel Angelus locutus est Maria, dixens: Ave gratia plena. Dominus tecum». La cama empleada por Wierix suele tener un dosel cónico con las cortinas cayendo delicadamente a modo de cierre de la composición en el fondo (destaca en este caso la escena mostrada en la edición del Evangelicae Historiae correspondiente a 1593, en cuya parte alta figura el monograma IHS). Respecto al relieve, en él aparece el mismo tipo de cama, si bien el dosel se representa cortado en la zona superior, abriéndose las cortinas en un alarde de sensación de profundidad, mientras que el arcángel, al igual que en los grabados, es mostrado flotando en el aire sobre nubes y en disposición de arrodillarse en señal de respeto. Una de las diferencias más notorias con el grabado radica en la posición de las manos de la Virgen: en la obra de Wierix María posa una sobre el pecho y apoya la otra en el reclinatorio, mientras que en el relieve figuran separadas, lo que constituye una licencia artística por parte de Imberto, quien se tomó la libertad de introducir un cambio en la composición, evitando así caer en una mera réplica escultórica de una pieza bidimensional. Respecto al cesto de labores y al jarrón con flores, este último sí aparece como representación tangible de la virginidad de María, mientras que el cesto no se muestra en el citado grabado pero sí en varios otros. En lo tocante a la escena de la aparición de Cristo resucitado a su madre, resulta evidente el enorme parecido del relieve de Imberto con un grabado de Wierix conservado en la Real Colección de Estampas de San Lorenzo de El Escorial. El momento reflejado posee múltiples semejanzas con la Anunciación (misma cama, la Virgen sorprendida arrodillada frente a un reclinatorio e interrumpiendo la lectura, etc.), aunque en comparación con el grabado pueden apreciarse elementos diferenciadores tales como la ausencia del reclinatorio y de nubes bajo la imagen del resucitado. Del mismo modo Imberto suprimió la parte derecha del grabado por falta de espacio, replicando por otro lado casi a la perfección la pilastra ubicada inmediatamente detrás de las cortinas.: 275–277 
Con respecto a Fernández, el maestro pudo haber tomado como referencia una lámina de Wierix para tallar el grupo Santa Isabel y el Pobre. Uno de los grabados del artista flamenco muestra a ambos personajes de cuerpo entero, con la santa representada casi como una matrona y con una pose similar a la imagen fernandina, guardando sin embargo el pordiosero un mayor grado de semejanza con el grupo escultórico: el mendigo aparece en el grabado con la cabeza girada hacia la santa y acercando un plato para que esta deposite una limosna, adelantando en ambos casos una pierna como si tratase de incorporarse ante la presencia de la mujer. A mayores los ropajes y los elementos que acompañan al pobre son casi idénticos en el grabado y en la imagen, destacando en los dos una cantimplora atada a la cintura. Respecto a Santa Isabel, en ambos casos se recoge un extremo del manto bajo la mano izquierda, en la que figura un libro (con una corona en la talla y dos en el grabado). No obstante, a diferencia de Imberto, famoso por replicar obras de otros artistas, Fernández introdujo una serie de características gracias a las cuales se puede apreciar un elevado grado de originalidad que no hace tan evidente la influencia de Wierix, como la ampulosidad y el volumen de las imágenes, aspectos muy alejados del grabado al igual que el movimiento de la figura del pobre.: 277 

## Restauración
El retablo fue objeto de una labor de restauración de más de un año entre 2005 y 2006. Acometida por técnicos de la empresa salmantina de restauración Uffizzi junto con compañías de analítica y manipulación de obras de arte (participaron in situ un total de diez personas), y con un coste de 167 021 euros sufragados por la Consejería de Cultura y Turismo de la Junta de Castilla y León, la intervención consistió, entre otros, en un proceso de desinsectación debido a un ataque de xilófagos en las tallas y el soporte (sobre todo en la zona superior), la corrección de defectos producto de los movimientos de los apoyos, alabeos de tablas, reintegración volumétrica, un tratamiento para frenar el proceso de oxidación de las partes metálicas, cobertura de oquedades producidas por los claveteados, limpieza, separación de las conducciones eléctricas y reintegración cromática mediante la realización de pequeñas catas en cada sección del retablo. Además de redactarse un informe con una serie de medidas para la conservación de la obra, se invirtieron 12 500 euros destinados a pintar los muros interiores del templo, ennegrecidos a causa del paso del tiempo, lográndose de esta forma que el retablo volviese a lucir en todo su esplendor.